# Dialekt wiwaroalpejski

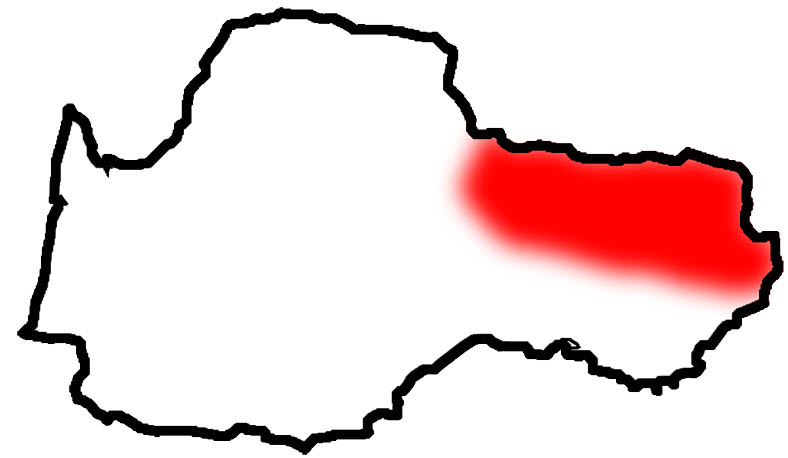
Zasięg dialektu wiwaroalpejskiego (na mapie występowania języka oksytańskiego)

Dialekt wiwaroalpejski (oksyt. vivaroaupenc) – dialekt języka oksytańskiego należący do północnej grupy dialektów tego języka.
Używany jest w południowej Francji i Włoszech, a także w miejscowości Guardia Piemontese w Kalabrii (gdzie znany jest jako gardiol). Inne północnooksytańskie dialekty to limuzyński i owerniacki.